# Terence J. Quinn

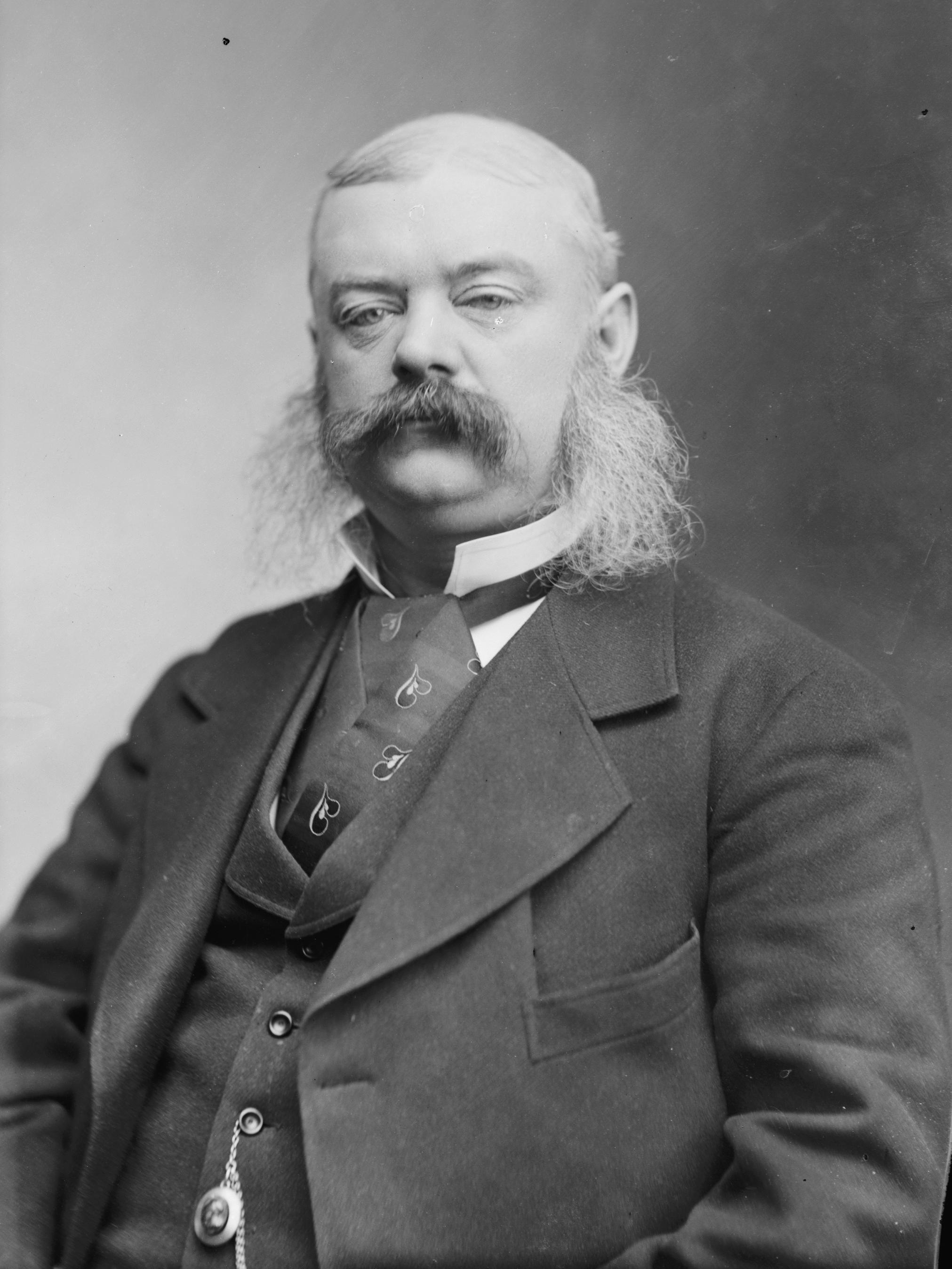
Terence J. Quinn

Terence John Quinn (* 16. Oktober 1836 in Albany, New York; † 18. Juni 1878 ebenda) war ein US-amerikanischer Offizier und Politiker. Er vertrat in den Jahren 1877 und 1878 den Bundesstaat New York im US-Repräsentantenhaus.

## Werdegang
Terence John Quinn wurde ungefähr zehn Jahre vor dem Ausbruch des Mexikanisch-Amerikanischen Krieges in Albany geboren und wuchs dort auf. Er besuchte eine Privatschule und die Boys’ Academy in seiner Heimatstadt. Quinn begann früh in seinem Leben in der Brauerei seines Vaters zu arbeiten an und wurde später Seniormitglied in dem Unternehmen. Nach dem Ausbruch des Bürgerkrieges verpflichtete er sich als Second Lieutenant in der Kompanie B im 25. Regiment der New York State Militia Volunteers, welchem befohlen wurde im April 1861 Washington, D.C. zu verteidigen. Er war in Arlington Heights stationiert. Zwischen 1869 und 1872 saß er im Common Council von Albany. Er wurde 1873 in die New York State Assembly gewählt. Politisch gehörte er der Demokratischen Partei an. Bei den Kongresswahlen des Jahres 1876 für den 45. Kongress wurde Quinn im 16. Wahlbezirk von New York in das US-Repräsentantenhaus in Washington D.C. gewählt, wo er am 4. März 1877 die Nachfolge von Charles H. Adams antrat. Er diente im Kongress bis zu seinem Tod. Am 18. Juni 1878 verstarb er in Albany und wurde dann auf dem St. Agnes’ Cemetery beigesetzt.